# 2798 Vergilius
2798 Vergilius је астероид главног астероидног појаса чија средња удаљеност од Сунца износи 2,417 астрономских јединица (АЈ).
Апсолутна магнитуда астероида је 13,1.